# Sandra Klösel
Sandra Klösel (født 22. juni 1979 i Oberkirch, Baden-Württemberg, Tyskland) er en tidligere kvindelig professionel tennisspiller fra Tyskland. Sandra Klösel spillede professionelt tennis i perioden 1995 – 2009. 
Sandra Klösel højeste rangering på WTA single rangliste var som nummer 87, hvilket hun opnåede 19. marts 2007. I double er den bedste placering nummer 128, hvilket blev opnået 1. oktober 2007. 